# Jardín botánico de Camperdown
El Jardín botánico de Camperdown (inglés: Camperdown Botanic Gardens) es un jardín botánico con 1 hectárea, y arboreto con 7 hectáreas de extensión, próximo al centro de Camperdown, Victoria, Australia.
El código de identificación internacional del "Camperdown Botanic Gardens" como miembro del "Botanic Gardens Conservation Internacional" (BGCI), así como las siglas de su herbario es  CAMPN.

## Localización e información
Los Camperdown Botanic Gardens, se ubican cerca de la "Princes Highway" (A1), en el "Corangamite Shire", zona de lagos volcánicos y de muros de piedra en seco, construidos por los iniciales emigrantes de Escocia y Gales en los modos de sus zonas de origen.
Camperdown Botanic Gardens Park Road, PO Box 14, Camperdown, Victoria 3260 Australia.
Planos y vistas satelitales.38°14′13.02″S 143°7′3.8274″E / -38.2369500, 143.117729833
El jardín botánico está abierto todos los días del año.

## Historia
El "Camperdown Botanic gardens" fue diseñado por el reconocido arquitecto del paisaje William Guilfoyle (1840–1912) quién diseñó el Real Jardín Botánico de Melbourne en 1879, y después de estos, varios jardines botánicos regionales más en Victoria. 

## Colecciones
En este jardín botánico el 10 % de sus colecciones  de plantas pertenecen a la flora australiana.
El "Camperdown Botanic gardens" domina sobre el lago volcánico "Bullen Merri" y sobre la llanura.
Alberga especies como olmos, cedros, pinos, acebo africano (Ilex mitis), .. siguiendo las normas que William Guilfoyle dejó en el jardín botánico de Melbourne. Varias sendas bordeadas por hileras de olmos en Camperdown fueron diseñadas por Guilfoyle.
Es de destacar la plantación de la Federación de callitris que representan a los Estados de  Australia y recuerda a los curadores del jardín. En su arboreto, hay ejemplares raros tal como el roble de los Himalayas Quercus leucotrichophora. 
En el jardín botánico hay una estatua del poeta escocés Robbie Burns, que estuvo colocada  en "Tydenham Castle", cerca de Londres. 
El olmo de Camperdown (Ulmus glabra 'Camperdownii') que se consiguió por vez primera, cuando David Taylor, lo descubrió como una retorcida rama mutante que crecía en los terrenos del bosque de la finca solariega de "Camperdown House" en Dundee, Escocia, es un cultivar que no se puede reproducir por semillas. Aunque todavía clasificado como un cultivar de Ulmus glabra, el árbol está considerado como nothomorph de U. × hollandica var. vegeta por Green (1964), (1964), not U. glabra.